# Вердер, Феликс
Феликс Вердер (нем. Felix Werder; 24 февраля 1922, Берлин — 3 мая 2012, Мельбурн, Австралия) — австралийский композитор, музыкальный критик и педагог немецко-еврейского происхождения.

## Биография
Родился в семье Боаза Бишофсвердера (1885—1946), выходца из Люблина, кантора одной из берлинских синагог. После прихода к власти нацистов в 1933 году и начала преследования евреев семья Бишофсвердера покинула Германию и обосновалась в Лондоне, где Бишофсвердер продолжал работать кантором. Старший сын Феликс помогал ему как переписчик нот, одновременно изучая архитектуру и историю искусства. В 1940 году, однако, Бишофсвердер был арестован как «нежелательный иностранец» и депортирован в Австралию; 18-летний сын Феликс добровольно последовал за ним, тогда как вторая жена Бишофсвердера вместе с младшим сыном вынуждена была остаться в Лондоне и смогла присоединиться к мужу только в 1944 году.
В 1940—1943 гг. Феликс Вердер вместе с отцом находился в лагере для интернированных в штате Виктория (Австралия). Затем добровольцем вступил в австралийскую армию. В это же время женился на Мене Уотен, сестре писателя Джуды Уотена. В 1946 году, после смерти отца, получил гражданство Австралии и демобилизовался из армии. Работал корепетитором, музыкальным педагогом, в 1960—1977 гг. был музыкальным критиком в мельбурнской газете «The Age».
Основал ансамбль камерной музыки «Australia Felix», вместе с которым исполнял Новую музыку и произведения австралийского авангарда. Гастролировал в Европе.

## Творчество
Как композитор дебютировал в 1943 году, оставшись самоучкой. Творческими ориентирами для него были Бела Барток, Арнольд Шёнберг, Пауль Хиндемит. В 1948 г. Шимон Гольдберг показал сочинения Вердера Юджину Гуссенсу, под управлением которого и состоялась премьера симфонической поэмы «Балетомания». В 1957 г. музыка Вердера вернулась в Европу: в Париже прозвучал его Четвёртый струнный квартет. В 1965 г. Элегия для струнных прозвучала в исполнении Сиднейского симфонического оркестра в Лондоне. Произведения 1960-х гг., особенно Третья симфония («Лаокоон»), считаются началом индивидуального композиторского стиля. В 1960-х — начале 1970-х годов Вердер написал семь опер, которые пользовались определённой популярностью. Опыты Вердера в области электронной музыки, относившиеся к началу 1970-х, получили высокую оценку после перевыпуска в 2007 г. в виде цифрового альбома.

## Оперы
- Kisses for a Quid (1961)
- The General (1966)
- Agamemnon (1967)
- The Affair (1969)
- Private (1969)
- The Vicious Square (1971)
- The Conversion (1973)

## Дискография
- 1973 LP Felix Werder’s Banker, Discovery Stereos GYS 001 (Greg Young Production)
- 1974 LP Music by Felix Werder, Volume 2, Mopoke GYS 002 (Greg Young Production)
- 1977 LP Agamemnon[3]
- 1970s LP Requiem
- 1992 CD Machine Messages, ACMA Vol 1
- 2007 CD The Tempest/Electronic Music[4]

## Награды
- 1975 — Орден Австралии
- 1986 — Музыкальная премия Дона Бэнкса (Don Banks Music Award)
- 1988 — Johann-Wenzel-Stamitz-Preis
- 1991 — Медаль сэра Зельмана Коуэна (Sir Zelman Cowen Medal)
- 2002 — Почётный доктор Мельбурнского университета
- 2004 — Премия классической музыки 2004 года (Classical Music Award, за многолетний вклад в развитие австралийской музыки)